# Paços do Concelho de Alvito
Os Paços do Concelho de Alvito, ou Câmara Municipal de Alvito, referem-se a um imóvel histórico na vila de Alvito, na região do Baixo Alentejo, em Portugal.

## Descrição
O imóvel situa-se no Largo do Relógio, em Alvito. É composto por um conjunto de elementos de diversos estilos, destacando-se a torre do relógio, de feição manuelina, com merlões, uma abóbada de cruzaria em ogivas, e mísulas em cantaria, sendo rematada por um coruchéu. Por seu turno, a volumetria dos alçados apresenta uma influência maneirista, principalmente a virada para Sul, com pilastras que terminam em pináculos piramidais. Finalmente, o estilo barroco está presente em várias abóbadas.

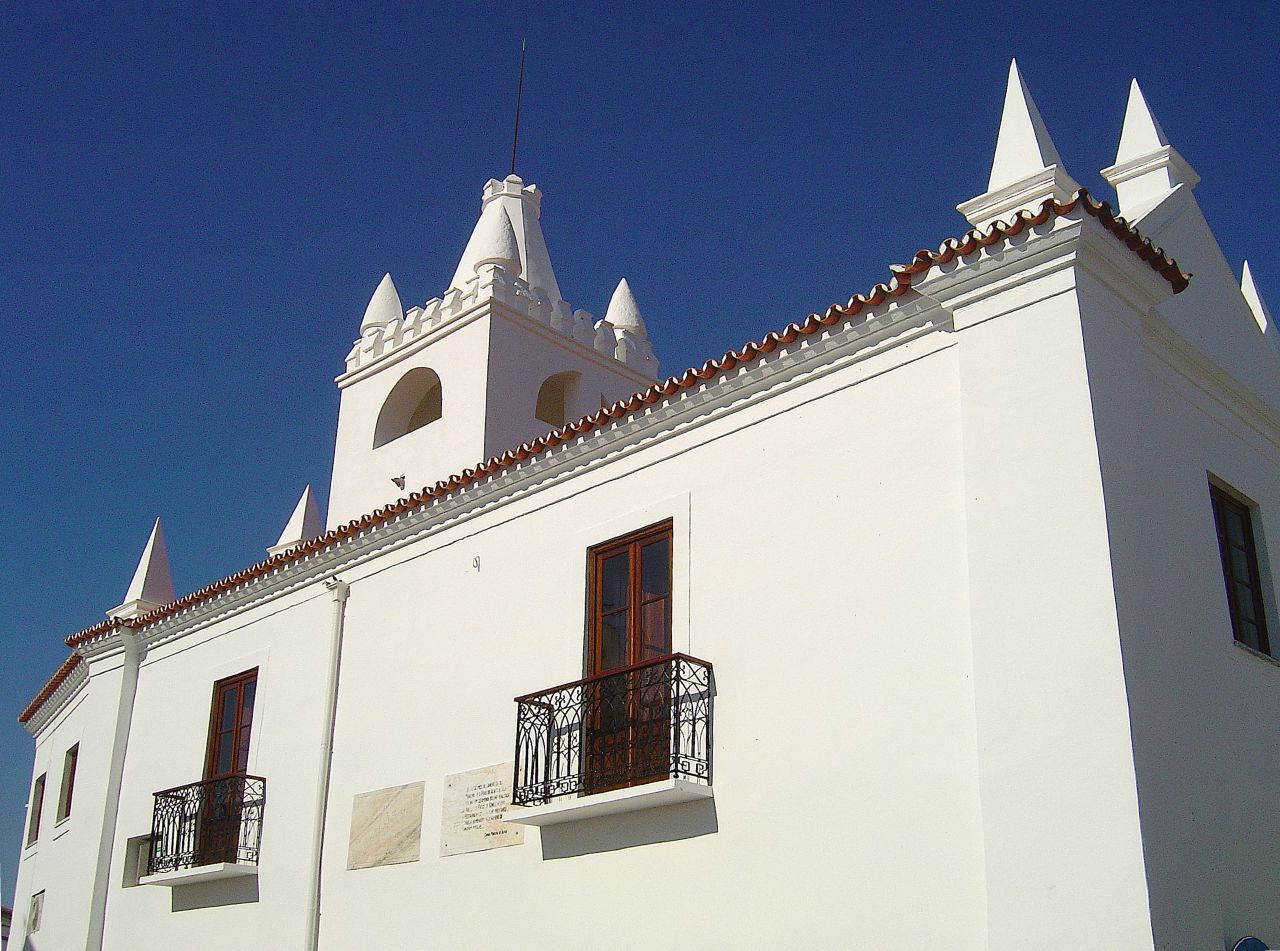
Vista do edifício, em 2006.

## História
O edifício começou a ser construído nos princípios do século XVI, desenvolvendo-se em redor da torre do relógio, sendo então conhecido como Casa da Câmara. Estas não foram as primeiras instalações da Câmara Municipal de Alvito, uma vez que em 1594 ainda se faz referência a um edifício mais antigo, que se situava num local desconhecido, embora junto à praça, onde se encontrava igualmente o pelourinho. Os novos Paços do Concelho foram construídos durante um fase de grande expansão da vila, após ter-se tornado na sede de uma baronia, instituída por D. Afonso V em 1475, tendo-se então afirmado como um dos mais importantes centros políticos e económicos na região do Alentejo.
Foi alvo de obras de ampliação no século XVII e depois nos princípios do século XVIII, tendo nesta segunda fase sido instalada a ala correspondente à Sala das Sessões. Nos séculos XIX e XX, foram feitas obras parciais de conservação. Nos finais do século XIX o concelho de Alvito foi suprimido durante cerca de dois anos, tendo a data sido recordada por uma placa colocada na fachada ocidental: «Foi suprimido este concelho em 26 de Junho de 1896 e restaurado em 13 de Janeiro de 1898. Installado em 3 de Fevereiro do mesmo anno».
Em 18 de Novembro de 2020 foi aprovada uma proposta da autarquia de Alvito aos fundos comunitários, para a realização de obras na torre do relógio, no sentido de permitir o seu acesso aos visitantes. Desta forma, iria ser criado um novo importante ponto turístico da vila, que além de permitir uma boa vista sobre o casario em redor, também possui um interessante mecanismo de relojoaria do século XIX.